# The Other Side
The Other Side är en låt av Aerosmith skriven av Steven Tyler, Jim Vallance och Holland-Dozier-Holland. Låten var den femte singeln från albumet Pump (utgivet 1989) och nådde plats nummer 22 på Billboard Hot 100. Låten blev den fjärde singel som nådde top 40 från albumret Pump, något som bandet lyckas med förut och bara lyckas med en gång till med Get a Grip som var återuppföljaren till Pump.